# The Apple and the Tooth
Albums de Bibio
Ambivalence Avenue
(2009) Mind Bokeh
(2011)
The Apple and the Tooth est le cinquième album de Bibio, sorti en novembre 2009.

## Liste des titres
| No  | Titre                                                       | Durée |
| --- | ----------------------------------------------------------- | ----- |
| 1.  | The Apple and the Tooth                                     | 2:18  |
| 2.  | Rotten Rudd                                                 | 2:24  |
| 3.  | Bones & Skulls                                              | 4:09  |
| 4.  | Steal the Lamp                                              | 2:42  |
| 5.  | S'vive (Clark remix)                                        | 3:51  |
| 6.  | Sugarette (Wax Stag remix)                                  | 6:19  |
| 7.  | Dwrcan (Eskmo remix)                                        | 4:24  |
| 8.  | Lovers' Carvings (Letherette remix)                         | 2:47  |
| 9.  | Haikuesque (The Gentleman Losers' Whispers in the Rain mix) | 3:46  |
| 10. | All the Flowers (Lone remix)                                | 4:28  |
| 11. | Fire Ant (Keaver & Brause remix)                            | 5:06  |
| 12. | The Palm of Your Wave (Bibio remix)                         | 4:26  |